# Megaerops kusnotoi
Megaerops kusnotoi es una especie de murciélago megaquiróptero de la familia Pteropodidae. No se reconocen subespecies.

## Distribución
Es endémica de Indonesia, encontrándose únicamente en Java y posiblemente en Bali y Lombok.